# Meutulang
Meutulang is een bestuurslaag in het regentschap Aceh Barat van de provincie Atjeh, Indonesië. Meutulang telt 955 inwoners (volkstelling 2010).